# ジョン・ディー

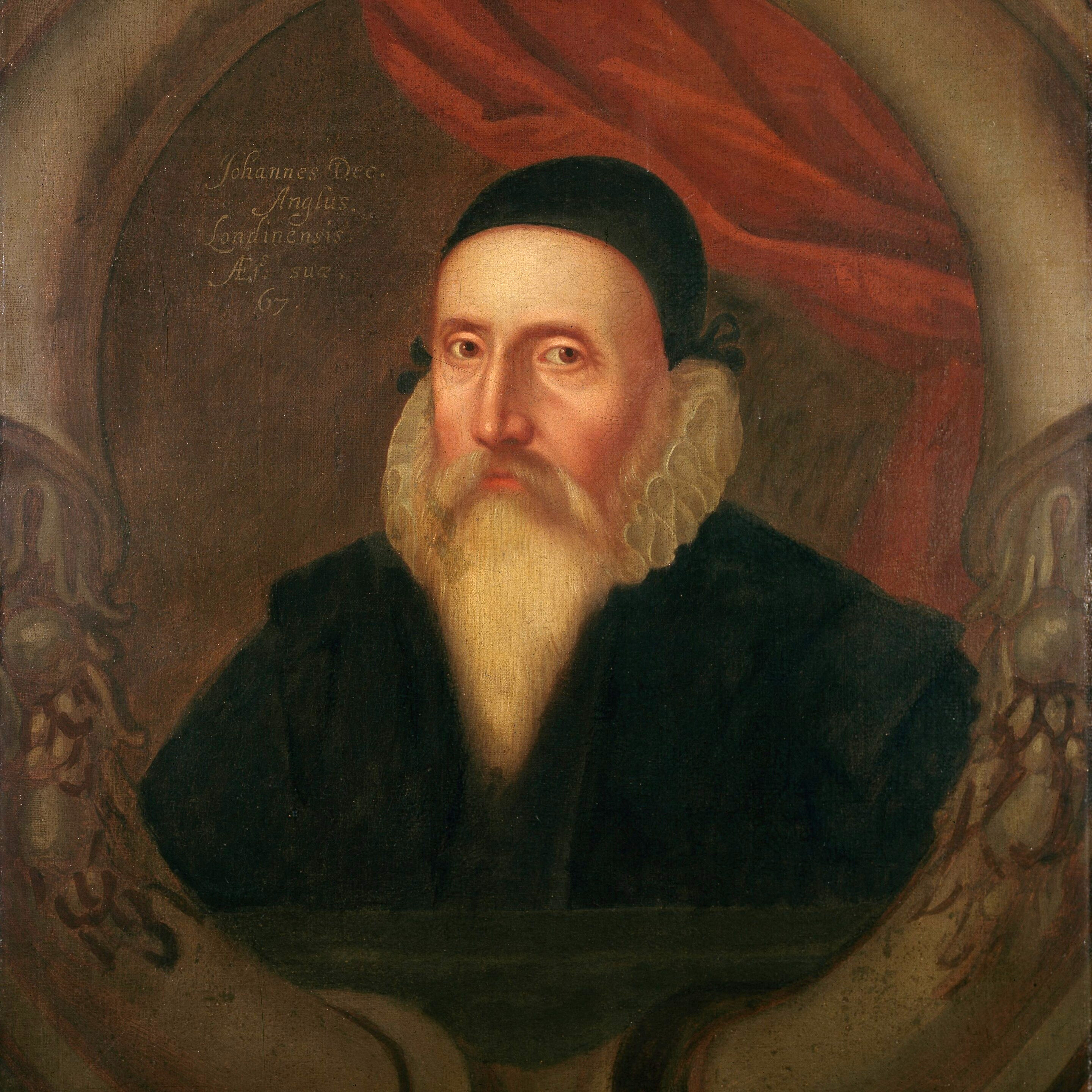
ジョン・ディー

ジョン・ディー（John Dee、1527年7月13日 - 1608年または1609年）は、イングランド王国・ロンドン生まれの錬金術師、占星術師、数学者。ヴォイニッチ手稿歴代所有者の1人という説がある。

## 略年譜
- 1527年、イギリス王室で働く下級官僚を父として誕生。
- 1542年、ケンブリッジ大学に入学。
- 1548年、修士号を取得。ルーヴァン大学に2年間留学。ゲンマ・フリシウス、ゲラルドゥス・メルカトルらと交流する。その後パリ大学で講師を務める。
- 1551年、イギリスに帰国。エドワード6世の宮廷学者、宮廷占星術師となる。
- 1552年、ペンブルック伯爵家に仕え、ノーサンバーランド公の子供たちの家庭教師も務めた。
- 1553年、メアリ1世の即位に伴い、魔術師の嫌疑で投獄されるがその年の内に釈放。
- 1564年、著書「象形文字の単子」を出版。
- 1570年、モートレイクに居を構える。
- 1574年、結婚。しかし翌年には妻が死去。
- 1576年、ジェイン・フロモンドと再婚。
- 1580年ごろより、水晶玉観照による心霊研究と大天使ウリエルとの交感を実施。エリザベス1世に寵愛された。水晶玉の中に現れるのは天使であるとされ、それらが用いる奇妙な言語をディーは「エノク語」(Enochian Language)と呼んだ。これは後代の研究により、単なるでたらめではなく、それなりに理にかなった構造（ただし、それは英語によく似ているとも言われる）の言語であることが判明した。
- 1583年から1589年にかけて、エドワード・ケリー（Edward Kelley、1555年 - 1595年頃）と組んでポーランドとボヘミアを遍歴、各国の王宮などで様々な貴族たちに交霊実験と魔術を披露して評判となった。
- 1595年、ケリーは皇帝ルドルフ2世から魔術師の嫌疑をかけられて投獄され、脱獄に失敗して死亡。ディーはイギリスに帰国することとなる。

エリザベス1世は彼をリッチモンドで自ら出迎え、マンチェスターにあるキリスト教大学の校長に任命した。
- 1603年、ジェームズ1世が即位。彼は大の魔術嫌いであったため、ディーは引退を余儀なくされる。
- 1608年、モートレイクで貧困のうちに死去。

## エノク魔術
20世紀以降の西洋オカルティズムにおいて「エノクの魔術」（Enochian magic）と呼ばれている体系は、天使たちがジョン・ディーに伝えた理論が19世紀末に再発見されたものとされている。ディーのエノク文書のマグレガー・マサースによる魔術的解釈／翻案は、黄金の夜明け団の内陣回覧文書という形で団内で閲覧され、その後、アレイスター・クロウリー編「春秋分点」誌やイズレエル・レガーディー編『黄金の夜明け』において公開された。

## フィクションにおいて
- ハワード・フィリップス・ラヴクラフトが創作した架空の書物ネクロノミコン。本来はアラビア語であったそれを、英語に訳したのはジョン・ディー博士であるとされている。この設定は多くのクトゥルフ神話作品において登場するが、しかしジョン・ディー版は不完全であることが多いとされる。
- イギリスの映画『エリザベス:ゴールデン・エイジ』（2007年）にて、「アルマダの海戦」前後のエリザベス1世に助言を与えるワイズマンとして登場した。
- デレク・ジャーマンのフィルム『ジュビリー/聖なる年』（1977年）の冒頭で、エリザベス1世を未来の英国にいざなう精霊エアリエルを呼び出す魔術博士の役回りを演じている。
- マイケル・スコットの作品『アルケミストシリーズ』にて主人公ソフィーとジョシュ、そして彼らの師匠ニコラ・フラメルの嘗ての弟子、即ちソフィーとジョシュにとっては兄弟子にあたる不死身の人物として描かれる。そして作中では彼らの敵対勢力で中ボス的な立ち位置にあり、不死身の能力を与えた主の命によりニコラ・フラメルの持つアブラハムの書を奪取しようと目論む。
- ユービーアイソフトより発売している『ゾンビU』のゲーム内にて、ロンドンにおけるゾンビ大発生を400年前に予言しており、物語のキーパーソンとなっている[2]。